# GSh-30-1
O Gryazev-Shipunov GSh-30-1 (também conhecido pelo nome de 9A-4071K) é um canhão automático de 30 mm desenvolvido para uso Soviético e mais tarde em aeronaves militares Russas, entrando em serviço nos anos 1980. É atualmente fabricado pela fabrica russa Izhmash JSC.